# Christer Hermansson
Christer Hermansson (født 1963 i Upplands Väsby) er en svensk forfatter og kulturchef i Strängnäs kommune. Han er uddannet fra Forfatterskolen i 1991. Han har desuden studeret socialvidenskab i Göteborg og gået på bibliotekarskolen i Borås.

## Antologier
Christer Hermansson har skrevet bidrag til følgende samleværker:
- Grupp 87, Gedins förlag, 1987. (episke digte)
- Den lyriska kalendern, Megafon förlag, 1990. (digte)
- Brøndums encyklopædi, Brøndums forlag, 1994. (artikler/korte essays)

(med artiklerne "Aldrig", "Danmark" og "Livets mening", der er oversat til dansk)
- Två sidor av samma sund, En bok för alla, 1996. (prosa)
- 4313, A&O förlag, 2003. (med uddrag af Jag önskar att jag vore lika vacker som Sebastian tror att han är)
- Färdlektyr, A&O förlag, 2003. (med novellen Min lillebror Ingemar hittade en skatt i källaren)
- Kunskapstörst, SACO, 2008. (med tekster fra Varför har inte fler bibliotekarier läderbyxor?)
- Läsglädje 2008 - 2010, Finlands svenska biblioteksförening, 2010.
- Du är bland läsvänner!, Regionbibliotek Stockholm, 2010.

## Øvrigt
- Skønlitterære texter og kulturartikler i flg. dagsblade: DN, GP, KvP, LT i Södertälje, Arbetet, Kristianstadsbladet, Sundsvalls Tidning, Expressen, UNT, Eskilstuna-Kuriren og SvD.
- Skønlitterære tekster i flg. tidskrifter: Glänta, Ord&Bild, Hvedekorn, Pequod, Transit, Res Publica, Ikoner, Arbetaren, Art Bin, Argus, Allt om Böcker, Horisont, RES.
- Lyrikanmeldelser og kulturartikler i Kvällsposten og Arbetet 1989-1994.
- Artikler og kronikker om biblioteksrelaterede emner i Biblioteksbladet, Författaren og Folket i Bild, samt i de norske tidskrifter Bibliotekforum og Bibliotekarien.

## Ekstern henvisning
- Forfatterens hjemmeside Arkiveret 29. september 2007 hos  Wayback Machine